# A-4201/A-334R2
La A-4201 o A-334R2, localmente conocida como Carretera de Granada o Carretera de Baza es una carretera local de la Red autonómica de carreteras de la Junta Andalucía que sustituye al antiguo tramo de A-334 que atraviesa el municipio de Baza y siendo su carretera principal, finalizando su recorrido en la autovía A-92N .

## Nomenclatura

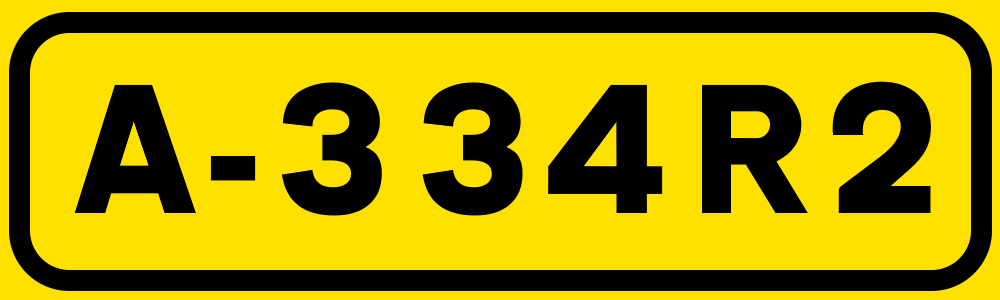

La nomenclatura de la carretera es el de a A-334R2. A por ser una carretera autonómica andaluza, 334 por el orden numérico de ésta y R2 por ser uno de los ramales de esta carretera
- Datos: Q97971412